# João Tordo
João Tordo (Lisboa, 28 d'agost de 1975) és un escriptor, guionista, traductor, cronista i periodista portuguès.
Llicenciat en Filosofia per la Universidade Nova de Lisboa, va viure a Londres i als Estats Units, on estudià Periodisme i Escriptura Creativa, i va treballar com a periodista independent en diversos diaris. Ha publicat diverses novel·les, com O Livro dos Homens Sem Luz (2004), Hotel Memória (2007), As Três Vidas (2009), O Bom Inverno (2010), Anatomia dos Mártires (2011), O Ano Sabático (2013) i Biografia Involuntária dos Amantes (2014).
El 2001 va guanyar el Premi Joves Creadors en la categoria de Literatura i, posteriorment, el Premi Literari José Saramago 2009 amb As Três Vidas (2008), havent estat finalista, amb la mateixa novel·la, al Portugal Telecom Prize, el 2011. Amb la novel·la O Bom Inverno, publicada el 2010, va ser finalista del Premi al millor llibre de ficció narrativa de la Societat Autora Portuguesa i del premi Fernando Namora. Com a guionista, ha participat en diverses sèries de televisió, com O Segredo de Miguel Zuzarte, Filhos do Rock i País Irmão, tots elles a la Rádio e Televisão de Portugal (RTP, i en el documental Crónica de uma revolução anunciada (2011).
Els seus llibres han estat publicats en diferents països, com França, Alemanya, Itàlia, Brasil, Espanya o Hongria.